# Гранма (яхта)
Вижте пояснителната страница за други значения на Гранма.
„Гранма“ (на английски: Grandma – „баба“) е моторна яхта, използвана за превозването от Мексико до Куба през 1956 година на кубинските революционери, които отиват да свалят режима на диктатора Фулхенсио Батиста.
Яхтата е дизелова, дълга 18 метра, построена през 1943 година и предвидена за 12 души. Закупена е на 10 октомври 1956 година за 15 000 долара.
На 25 ноември 1956 г. яхтата поема от мексиканското пристанище Тукспан, Веракрус (Tuxpan, Veracruz) и на 2 декември същата година акостира на кубинския бряг с 82 души. Между тях са Фидел Кастро, Раул Кастро, Че Гевара и Камило Сиенфуегос. От тях остават живи 17.
Яхтата е част от експозицията на Музея на революцията.